# Actinote orizava
Actinote orizava är en fjärilsart som beskrevs av Reak 1866. Actinote orizava ingår i släktet Actinote och familjen praktfjärilar. Inga underarter finns listade i Catalogue of Life.